# Inspektor Fowler – Härter als die Polizei erlaubt
Inspektor Fowler – Härter als die Polizei erlaubt (Englisch: The Thin Blue Line) ist eine Sitcom, die in den Jahren 1995 und 1996 von Tiger Aspect Productions im Vereinigten Königreich mit dem Hauptdarsteller Rowan Atkinson produziert wurde.

## Handlung
Die Handlung der einzelnen Serienfolgen spielt sich überwiegend in den Räumen einer Polizeiwache ab. Dabei ist die Interaktion zwischen den unten beschriebenen Figuren entscheidend, während die alltägliche Polizeiarbeit normalerweise nur eine untergeordnete Rolle spielt.
Police Inspector (in Deutschland ungefähr ein Polizeikommissar) Raymond Fowler ist Leiter der Polizeiwache der fiktiven englischen Kleinstadt Gasforth. Er ist ein sehr gewissenhafter Polizeibeamter, der seinen Beruf liebt. Gesetze und Vorschriften legt Fowler stets äußerst penibel aus, ebenso wichtig sind ihm ein tadelloses Erscheinungsbild, gute Manieren und eine gewählte Ausdrucksweise. Da seine Mitarbeiter und Kollegen in diesen Belangen eine eher laxe Einstellung haben, sieht sich Fowler ständig zu Ermahnungen und Belehrungen gezwungen. Dabei redet er sich bisweilen derart in Rage, dass er sich seinen Kollegen gegenüber lächerlich macht. Bei ihnen ist Fowler aufgrund seiner Erbsenzählerei nicht allzu beliebt.
Auch Fowlers Privatleben leidet unter seiner pedantischen Art sowie darunter, dass er seinen Beruf über alles stellt und dabei die (sexuellen) Wünsche seiner Partnerin und Kollegin Police Sergeant Patricia Dawkins übersieht oder ignoriert. Fowler hat zudem einen Sohn aus einer früheren (gescheiterten) Ehe.
Patricia Dawkins ist bereits seit einigen Jahren mit Inspector Fowler liiert. Sie wohnen auch zusammen, was jedoch im Alltag nicht ohne Spannungen bleibt, obwohl im Laufe der Serie mehrmals klar wird, dass sich die beiden von Herzen zugetan sind. Dies wird vor allem in den letzten Folgen ersichtlich, als mit der Bürgermeisterin Cristabelle Wickham eine ehemalige Schulfreundin Fowlers regelmäßig im Revier auftaucht, worauf Sergeant Dawkins mit heftigen Anfällen von Eifersucht reagiert, was Fowler wiederum – reichlich unbeholfen – verzweifelt zu entkräften versucht. Während der Dienstzeit versucht Fowler in absurd überzeichneter Weise seine Rollen als Partner und Vorgesetzter voneinander zu trennen, was Dawkins jedoch häufig bewusst untergräbt. Im Dienst scheint Dawkins vor allem im Innendienst tätig zu sein, sie ist nur vergleichsweise selten bei Außeneinsätzen dabei.
Fowlers engste Mitarbeiter sind die drei Police Constables (Polizeimeister) Goody, Habib und Gladstone. Constable Kevin Goody ist ein junger, sehr unfähiger Polizist. Mit seiner kindischen, tollpatschigen Art geht er seinen Kollegen häufig auf die Nerven, allen voran Constable Habib, in die Goody verliebt ist und die er mit seinen unbeholfenen Annäherungsversuchen immer wieder vergrault.
Constable Maggie Habib ist eine junge, attraktive und intelligente Polizistin mit pakistanischen Wurzeln. Sie hat Routine darin, Goodys Annäherungsversuche abzublocken, allerdings auch ein wenig Mitleid mit ihm. Habib sieht sich selbst als taffe Feministin und prangert im Laufe der Serie immer wieder Missstände an, beispielsweise die in ihren Augen zu voreilige Kriminalisierung jugendlicher Straftäter, ohne auf die sozialen Hintergründe gebührend Rücksicht zu nehmen, oder auch die ihrer Meinung nach verklemmte Sexualmoral der bürgerlichen Gesellschaft. Dabei gerät sie immer wieder in verbale Auseinandersetzungen mit ihrem Vorgesetzten Fowler, der zumeist konservative bis reaktionäre Ansichten vertritt, Habib jedoch häufig argumentativ nicht gewachsen ist.
Dritter im Bunde ist der ältere und sehr erfahrene Constable Gladstone. Er stammt von Trinidad und kann bereits auf eine lange Polizeikarriere zurückblicken. Da er bereits alles in seinem Job gesehen zu haben glaubt, bringt ihn kaum noch etwas aus der Ruhe. Im Gegensatz zu seiner Kollegin Habib nimmt Gladstone rassistische Anfeindungen gegen seine Person scheinbar mit stoischer Resignation hin. Bei der Ermittlungsarbeit tut er sich meistens durch irrelevante, seltsame oder sexistische Kommentare hervor, sehr zur Irritation seines Vorgesetzten Fowler.
Zwischen den uniformierten Polizisten und der Kriminalpolizei herrscht eine gewisse Rivalität. Besonders mit Detective Inspector (Kriminalkommissar) Derek Grim, dem Leiter der Kriminalpolizei (CID) von Gasforth, kommt es des Öfteren zu Reibereien. Er ist cholerisch veranlagt und verzettelt sich bei seinen Wutausbrüchen häufig in unzusammenhängenden Schimpftiraden. Dabei versteigt er sich in völlig unsinnige, mit deftiger Sprache vorgebrachte Vergleiche. Grim hält Kriminalpolizisten ihren uniformierten Kollegen gegenüber für überlegen, was häufig zu Auseinandersetzungen mit Inspector Fowler führt. Anders als der eher sanftmütige (zuweilen naiv erscheinende) Fowler zeigt sich Grim als harter Law-and-Order-Verfechter. Sein Wunsch, zu Scotland Yard befördert zu werden und Gasforth zu verlassen, erfüllt sich für Grim nie, ist er doch ein eher unfähiger Kriminalist.
Detective Constable Kray ist in den Folgen 1 bis 7 der engste Mitarbeiter von Inspector Grim. Obwohl Kray die Unsinnigkeit vieler Aussagen und Anweisungen seines Chefs Grimm erkennt, führt er letztere meistens gewissenhaft aus, nicht ohne sie freilich ironisch zu kommentieren. Kray hat die Angewohnheit, bereits zum Frühstück Döner und Burger bei Lieferdiensten zu bestellen. Mit seiner flapsigen Art schockiert er Fowler ebenso wie mit kleineren Gesetzesübertretungen wie etwa zu schnellem Fahren oder Vordrängeln in Warteschlangen unter Vorspiegelung von Ermittlungstätigkeiten.
Ab Folge 8 wird Kray durch Detective Constable Boyle ersetzt. Verglichen mit Kray ist er etwas ernsthafter, hält sich aber ansonsten weitgehend an die Rollenbeschreibung seines Vorgängers.
Neben den genannten Personen sind im Hintergrund noch weitere Polizisten in Uniform und Zivil zu sehen. Sie spielen jedoch für den Handlungsablauf keine Rolle und haben üblicherweise auch keinen Text. Sie werden auch nie mit Namen genannt. Eine Ausnahme ist Detective Constable Crockett, die in den ersten Folgen gelegentlich als Krays Assistentin auftritt.

## Besetzung und Synchronisation
Die Synchronisation von Inspektor Fowler erfolgte bei der Rainer Brandt Filmproduktions GmbH in Berlin.
| Rollenname                       | Schauspieler/in | Episoden | Synchronsprecher/in    |
| -------------------------------- | --------------- | -------- | ---------------------- |
| Inspector Raymond Fowler, QPM    | Rowan Atkinson  | 1–14     | Wilfried Herbst        |
| Constable Kevin Goody            | James Dreyfus   | 1–14     | Oliver Feld            |
| Constable Maggie Habib           | Mina Anwar      | 1–14     | Andrea Aust            |
| Constable Frank Gladstone        | Rudolph Walker  | 1–14     | Roland Hemmo           |
| Police Sergeant Patricia Dawkins | Serena Evans    | 1–14     | Philine Peters-Arnolds |
| Detective Inspector Derek Grim   | David Haig      | 1–14     | Klaus Dieter Klebsch   |
| Detective Constable Robert Kray  | Kevin Allen     | 1–7      | Charles Rettinghaus    |
| Detective Constable Gary Boyle   | Mark Addy       | 8–14     | Tobias Meister         |
| Detective Constable Crockett     | Joy Brook       | 1–7      |                        |
| Dame Cristabelle Wickham         | Lucy Robinson   | 8–14     |                        |

## Gaststars
Viele bekannte britische Schauspieler hatten Gastauftritte in der Serie. Unter anderem Ben Elton, Stephen Fry, Stephen Moore, Melvyn Hayes, Trevor Peacock, Colin McFarlane, Alan Cox, Alexander Armstrong, Nicola Stapleton, Perry Fenwick und Rupert Vansittart.

## Ausstrahlung
In Großbritannien erfolgte die Erstausstrahlung der Serie ab dem 13. November 1995 und endete zum 23. Dezember 1996 auf BBC One. Die Weihnachtsfolge der ersten Staffel wurde am 26. Dezember 1995 erstausgestrahlt.
In Deutschland erfolgte die Erstausstrahlung ab dem 18. September 1996 auf ProSieben. Wiederholt wurde die Serie auf Premiere Comedy, Super RTL, ORF 2 (in Österreich) und SF zwei (in der Schweiz).
Während die Episoden der ersten Staffel eine konstante Länge von rund 29 Minuten aufweisen, sind die Episoden der zweiten Staffel ungleichmäßig lang. Für die internationale Veröffentlichung wurden die Folgen 8 bis 14 jedoch ebenfalls fernsehtauglich auf eine knappe halbe Stunde gekürzt; so ist beispielsweise die britische Originalfassung der letzten Folge der zweiten Staffel (The Green Eyed Monster) rund elf Minuten länger.

### Episodenliste
| Nummer (gesamt) | Nummer (Staffel) | Originaltitel                | Deutscher Titel             | Erstausstrahlung  |
| 01              | 01               | Rag Week                     | Endlich ein Überfall!       | 4. Dezember 1995  |
| 02              | 02               | The Queen’s Birthday Present | Das Geschenk für die Queen  | 13. November 1995 |
| 03              | 03               | Night Shift                  | Nachtdienst und Liebesleben | 11. Dezember 1995 |
| 04              | 04               | Honey Trap                   | Mit Hirn und Sexappeal      | 27. November 1995 |
| 05              | 05               | Fire and Terror              | Feuer, Terror und mehr!     | 20. November 1995 |
| 06              | 06               | Kids Today                   | Über die Kids von heute     | 18. Dezember 1995 |
| 07              | 07               | Yuletide Spirit              | Alles Gute zum Fest!        | 26. Dezember 1995 |

| Nummer (gesamt) | Nummer (Staffel) | Originaltitel          | Deutscher Titel                 | Erstausstrahlung  |
| 08              | 01               | Court In The Act       | Das Gericht tagt                | 14. November 1996 |
| 09              | 02               | Ism Ism Ism            | Hallo, mein Name ist Zog        | 21. November 1996 |
| 10              | 03               | Fly On The Wall        | Endlich passiert noch was       | 28. November 1996 |
| 11              | 04               | Alternative Culture    | Wer wirft den ersten Stein?     | 5. Dezember 1996  |
| 12              | 05               | Come On You Blues      | Und nun das Neueste vom Sport   | 12. Dezember 1996 |
| 13              | 06               | Road Rage              | Der Verkehr nimmt Überhand      | 19. Dezember 1996 |
| 14              | 07               | The Green Eyed Monster | Gasforth, wie es leibt und lebt | 23. Dezember 1996 |

## Veröffentlichung

### Großbritannien
In Großbritannien erschienen bei Vision Video Ltd. beide Staffeln auf DVD. Die Episoden der ersten Staffel weisen auf der Disc eine andere Reihenfolge als die Fernsehausstrahlung auf.

### Deutschland
Für den deutschsprachigen Markt wurden drei VHS-Kassetten mit Folgen der Serie bei PolyGram Video veröffentlicht. Eine DVD-Veröffentlichung erfolgte durch Polyband am 25. April 2014. In der DVD-Box sind alle Folgen der Serie im Original und auf Deutsch enthalten; Untertitel sind nicht vorhanden. Diese sind ebenso in der Schweiz sowie in Österreich verfügbar.

### Weltweit
In den USA erschien die Serie bei BBC Warner auf DVD.